# Ширяев, Константин Васильевич
Константин Васильевич Ширяев (род. 14 декабря 1927) — советский передовик производства, бригадир вальцовщиков Ленинградского производственного объединения «Красный выборжец» Министерства цветной металлургии СССР. Полный кавалер ордена Трудовой Славы (1975, 1979, 1986).

## Биография
Родился 14 декабря 1927 года в городе Малмыж, Кировской области. 
С 1944 года после окончания Кузедеевской районной средней школы был призван в ряды Красной армии, участник Великой Отечественной войны. 
С 1952 года после демобилизации из рядов Вооружённых Сил, переехал в город Ленинград и начал свою трудовую деятельность в должности вальцовщика прокатного цеха Ленинградского завода по производству алюминиевой фольги. С 1954 года начал работать — бригадиром вальцовщиков в Ленинградском производственном объединении «Красный выборжец» Министерства цветной металлургии СССР. 
21 апреля 1975 года Указом Президиума Верховного Совета СССР «за высокие производственные показатели, систематическое перевыполнение норм выработки и планов» Константин Васильевич Ширяев был награждён орденом Трудовой Славы 3-й степени.
25 сентября 1979 года Указом Президиума Верховного Совета СССР «за трудовую доблесть, проявленную в выполнении производственных планов и принятых обязательств» Константин Васильевич Ширяев был награждён орденом Трудовой Славы 2-й степени.  
7 июля 1986 года Указом Президиума Верховного Совета СССР «за достижение высокой производительности труда, изготовление продукции высокого качества, экономию материалов и сокращение трудовых затрат» Константин Васильевич Ширяев был награждён орденом Трудовой Славы 1-й степени, тем самым став Полным кавалером ордена Трудовой Славы.
После выхода на заслуженный отдых жил в городе Ленинграде. 

## Награды
- Орден Трудовой Славы I степени (29.04.1986)
- Орден Трудовой Славы II степени (25.09.1979)
- Орден Трудовой Славы III степени (21.04.1975)